# クエタ (単位)
クエタ（quetta、記号：Q）は、国際単位系（SI）におけるSI接頭語の一つで、基礎となる単位の1030（百穣）倍の量であることを示す。
クエタの追加は、2022年11月18日の第27回国際度量衡総会で承認された。当初はクエカ（quecca）が提案されていたが、ポルトガル語の「queca」が卑猥な意味であるため、クエタ（quetta）に変更された。
新たなSI接頭語の制定を推進したイギリス国立物理学研究所のリチャード・ブラウンは、追加理由の一つとして、当時最大のSI接頭語であったヨタを用いても、世界で増大するデータ量に対応しきれないことを挙げた。調査会社のIDCは、2025年に世界のデータの総量は175ゼタバイトに達すると予測しており、成長が続けば2030年代に1ヨタバイトを超える見通しである。記号の「Q」は、SI接頭語で使われておらず、間違いが起きにくいことを考慮して制定された。
クエタは、ギリシア語で10を意味する「δέκα」（déka）に由来する。これは、1030が、100010だからである。
木星の重さは約2クエタグラム、太陽の重さは約2000クエタグラムである。